# Arenal, La Paz
Arenal är en ort i Mexiko, tillhörande La Paz kommun i delstaten Mexiko. Arenal ligger i den centrala delen av landet och tillhör Mexico Citys storstadsområde. Orten hade 6 700 invånare vid folkmätningen 2010.